# Gustav Böhm (Politiker)

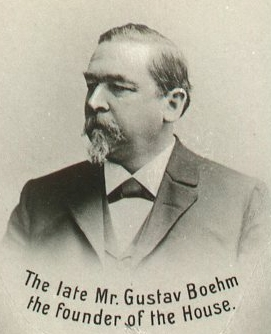
Gustav Böhm (aus einer Werbeschrift seiner Seifenfabrik; Datum der Aufnahme unbekannt)

Gustav Böhm (* 27. Januar 1827 in Offenbach am Main; † 6. November 1900 ebenda) war ein hessischer Seifenfabrikant und Politiker (NLP) und Abgeordneter der 2. Kammer der Landstände des Großherzogtums Hessen und des Reichstags.

## Familie
Gustav Böhm war der Sohn des Handelsmanns und Spediteurs Jakob Philipp Böhm (1796–1831) und dessen Frau Susanna geborene Bauscher Am 27. Juni 1855 heiratete Gustav Böhm in Offenbach in erster Ehe Anna geborene Heim (1831–1868). In zweiter Ehe heiratete er Anna Maria geborene Weintraut. Er war evangelisch.

## Ausbildung und Beruf
Gustav Böhm arbeitete zunächst als Händler. 1848 bis 1852 hielt er sich in Nordamerika auf. 1855 gründete er eine Seifenfabrik („Gustav Boehm Toilettenseifen- und Parfumeriefabrik Offenbach“) in Offenbach. Das Unternehmen war erfolgreich und expandierte. 1880 wurde eine Niederlassung der Firma in London eröffnet. 1890 wurde er in Offenbach zum Kommerzienrat ernannt.

## Politik
In den Wahlperioden 23 bis 26 (1878–1888) war Gustav Böhm Abgeordneter der zweiten Kammer der Landstände des Großherzogtums Hessen. In den Landständen vertrat er den Wahlbezirk Stadt Offenbach. Sein Nachfolger in den Ständen war Hermann Weber.
1887 bis 1890 war Gustav Böhm für den Wahlkreis Hessen 5 (Offenbach, Dieburg) Abgeordneter im Reichstag. Bei der Reichstagswahl 1890 verlor er den Wahlkreis um 2000 Stimmen an Carl Ulrich.

## Weitere Ämter
Gustav Böhm war auch in der Stadt- und Kreisverwaltung sowie der Handelskammer aktiv.